# Tändförbättrare
En tändförbättrare är ett ämne som tillsätts ett bränsle för att göra det mer lättantändligt. Vanligtvis talar man om tändförbättrare när det gäller flytande drivmedel.
En vanlig tändförbättrare till det etanolbaserade bränslet Etamax D (ED95) är propylenglykol. Alltså den icke giftiga glykolen som även är godkänd som livsmedelstillsats. 